# Llacuna de Claravall
La Llacuna de Claravall és una petita llacuna endorreica del terme municipal de Tàrrega, que apareix temporalment, als anys més plujosos. Ocupa una superfície d'unes 7 Ha.
Aquesta llacuna estava inclosa anteriorment dins la zona humida "Llacunes endorreiques de l'Urgell", amb codi 1741800, junt amb els Coladors de Boldú.
Actualment, aquesta zona és un espai cultivat i modificat morfològicament, de manera que la llacuna es forma dins un camp de conreu, delimitat per uns marges que actuen en part com a recs de drenatge oberts.
Conserva encara espècies de la flora característica de les llacunes alcalines sobre sòls calcaris i eutròfics lleugerament salins: Lythrum tribracteatum, Beta vulgaris maritima, Atriplex prostrata, Frankenia pulverulenta, Spergularia marina, Centaurium spicatum, Puccinellia fasciculata i Coronopus squamatus.
L'ús agrícola del terreny ha comportat la desaparició dels hàbitats naturals que serien propis de la llacuna i genera alguns riscos (contaminació de les aigües per productes fitosanitaris, eutrofització, etc.).
La Llacuna de Claravall està inclosa dins l'espai de la Xarxa Natura 2000 ES5130036 "Plans de Sió".